# Louis Nagel
Louis Nagel (né le 16 novembre 1825 à Valangin, décédé le 16 mai 1888 à Neuchâtel) est un pasteur, journaliste et professeur suisse.

## Biographie
Louis Constant Nagel est né le 16 novembre 1825 à Valangin. Ses parents sont wurtembergeois et il sera lui-même naturalisé suisse. Il est scolarisé à La Chaux-de-Fonds et perd son père à l'âge de douze ans. Après avoir réalisé un apprentissage dans une profession manuelle, il suit des cours au gymnase à Neuchâtel, puis à l'Académie (ancêtre de l'Université de Neuchâtel). Il obtient une licence en lettres en 1845. Il est précepteur pendant une année en Italie, puis suit des études de théologie à Neuchâtel. Il est consacré pasteur en 1852.
Louis Nagel est successivement chapelain au Landeron et à Cressier, directeur du catéchisme, suffragant à Neuchâtel, puis, dès 1867, pasteur dans cette même ville en remplacement de Frédéric Godet. À la suite de la crise ecclésiastique de 1873 qui conduit à la division de l'Église protestante du canton de Neuchâtel, il devient président du synode de l'Église nationale et le reste jusqu'à sa mort,. A ce titre, il est chargé de l'organisation de cette nouvelle Église. Louis Nagel est également professeur de théologie pratique à l'Académie où il sera remplacé, après sa mort, par Édouard Quartier-la-Tente,. Enfin, il représente à Neuchâtel la Société des missions de Bâle.
Louis Nagel a été rédacteur en chef de trois journaux religieux: Les Missions évangéliques au XIXe siècle, La Messagère du monde païen et Église et patrie,.
Il a épousé en 1857 Julie Terrisse et est le père d'Hermann Nagel, pasteur.